# Canneto (Lipari)
Canneto è una frazione del comune siciliano di Lipari, situata sull'isola di Lipari nell'arcipelago delle Eolie.
Dista dal capoluogo comunale circa 3 chilometri ed è separata da esso dal Monterosa, attraversato da una galleria che rende facili le comunicazioni. È esposta a mareggiate, sia pure non frequenti.
È una località a forte orientamento balneare. La sua via principale è il lungomare Marina Garibaldi; dal lungomare si diramano delle stradine più piccole che portano alle abitazioni. La parte della spiaggia più vicina al Monterosa è chiamata Unci, quella più lontana Calandra.

## Monumenti e luoghi d'interesse
- Basilica di San Cristoforo, elevata alla dignità di basilica minore da papa Giovanni Paolo II nel giugno del 2004.[2]